# Alois Brandl
Alois Leonhard Brandl (født 21. juni 1855 i Innsbruck, død 5. februar 1940 i Berlin) var en tysk sprogforsker.
Brandl blev promoveret 1878 til dr. phil. i Wien, blev 1884 ekstraordinær professor i engelsk filologi i Prag samt 1888 ordentlig professor i Göttingen, 1892 i Strassburg og 1895 i Berlin. Han blev emeritus 1923.
Af Brandls mange videnskabelige værker må nævnes S. T. Coleridge und die englische Romantik (1886; engelsk oversættelse 1887), Geschichte der mittelenglischen Litteratur og Geschichte der englischen Volkspoesie (begge i Hermann Pauls "Grundriss der germanischen Philologie", 1892-93, nyt oplag 1902 ff.), Shakespeare (1894) og Die Quellen des weltlichen Dramas in England vor Shakespeare (1898).
Desuden bearbejdede han ten Brinks og Hettners engelske litteraturhistorier samt udgav det oldengelske digt "Thomas of Erceldoune" (1881) og den såkaldte schlegel-tieckske Shakespeare-oversættelse. Brandl var også medredaktør af "Quellen und Forschungen", "Archiv für das Studium der neueren Sprachen", "Palæstra" og "Shakespeare-Jahrbuch".